# Moycullen
Moycullen (iriska: Maigh Cuilinn) är en ort i republiken Irland.   Den ligger i grevskapet County Galway och provinsen Connacht, i den centrala delen av landet, 190 km väster om huvudstaden Dublin. Moycullen ligger 33 meter över havet och antalet invånare är 1 559.
Terrängen runt Moycullen är huvudsakligen platt, men åt nordväst är den kuperad.  Närmaste större samhälle är Galway, 11,4 km sydost om Moycullen. Trakten runt Moycullen består i huvudsak av gräsmarker.